# Гудьонсен, Арнор
А́рнор Гу́дьонсен (исл. Arnór Guðjohnsen; род. 30 апреля 1961, Рейкьявик) — исландский футболист, нападающий. Наиболее известен по своему семилетнему пребыванию в бельгийском «Андерлехте», где он стал лучшим бомбардиром чемпионата в сезоне 1986/87. Отец нападающего Эйдура Гудьонсена.

## Клубная карьера
Гудьонсен за свою карьеру выступал за следующие команды: «Викингур», «Валюр» и «Стьярнан» в Исландии, «Локерен» и «Андерлехт» в Бельгии, «Бордо» во Франции, «Хеккен» и «Эребру» в Швеции.
В составе «Андерлехта» Гудьонсен доходил до финала Кубка УЕФА 1984 года. В обоих матчах с «Тоттенхэм Хотспур» была зафиксирована ничья 1:1. В серии пенальти Гудьонсен бил последним, его удар был парирован Тони Парксом. Таким образом, команда из Лондона выиграла по пенальти со счётом 4:3.

## Карьера в сборной
Арнор является отцом и агентом нападающего Эйдура Гудьонсена, известного по выступлениям за «Челси» и «Барселону». Арнор и Эйдур являются единственными отцом и сыном, которые играли за сборную Исландии в одном и том же матче. На тот момент (24 апреля 1996 года) Арнору было 34 года, а Эйдуру — всего 17. Однако они так и не сыграли вместе, Эйдур вышел на замену во втором тайме вместо отца. Исландия обыграла Эстонию со счётом 3:0.
В 25 лет Арнору задали вопрос о его самом большом желании, он ответил, что хочет играть за сборную вместе со своим сыном Эйдуром. Однако, незадолго до матча в Рейкьявике, в котором должна была сбыться мечта Арнора, молодой Эйдур сломал лодыжку в юниорском турнире. Он был вынужден пропустить следующие два сезона, а в это время Арнор ушёл из сборной.
Я по-прежнему очень сожалею, что мы не смогли сыграть вместе, и я знаю, что Эйдур сожалеет также.Арнор Гудьонсен
Гудьонсен сыграл 73 игр за сборную Исландии и забил 14 голов, четыре из них в игре против Турции. Он сыграл свой последний международный матч в октябре 1997 года против Лихтенштейна.

## Достижения
- Чемпионат Бельгии (3): 1984/85, 1985/86, 1986/87
- Кубок Бельгии (2): 1987/88, 1988/89
- Суперкубок Бельгии (3): 1985, 1986, 1987